# ニュージーランド総督の一覧
ニュージーランド総督の一覧。

## 一覧
| 画像 | 氏名                                                  | 就任           | 退任           |
| ---- | ----------------------------------------------------- | -------------- | -------------- |
|      | ウィリアム・ホブソン                                  | 1840年11月24日 | 1842年9月10日  |
|      | ウィロビー・ショートランド                            | 1842年9月10日  | 1843年12月26日 |
|      | ロバート・フィッツロイ                                | 1843年12月26日 | 1845年11月18日 |
|      | ジョージ・グレイ                                      | 1845年11月18日 | 1854年1月3日   |
|      | ロバート・ウィンヤード                                | 1854年1月3日   | 1855年9月6日   |
|      | トーマス・ゴア・ブラウン                              | 1855年9月6日   | 1861年10月3日  |
|      | ロバート・ウィンヤード                                | 1861年10月3日  | 1861年12月     |
|      | ジョージ・グレイ                                      | 1861年12月     | 1868年2月5日   |
|      | ジョージ・ボーウェン                                  | 1868年2月5日   | 1873年3月19日  |
|      | ジョージ・アーニー                                    | 1873年3月19日  | 1873年6月14日  |
|      | ジェームズ・ファーガソン                              | 1873年6月14日  | 1874年12月3日  |
|      | 第2代ノーマンビー侯爵ジョージ・フィップス             | 1874年12月3日  | 1879年2月21日  |
|      | ジェームズ・プレンダーガスト                          | 1879年2月21日  | 1879年3月27日  |
|      | ハーキュリーズ・ロビンソン                            | 1879年3月27日  | 1880年9月9日   |
|      | ジェームズ・プレンダーガスト                          | 1880年9月9日   | 1880年11月29日 |
|      | アーサー・ハミルトン・ゴードン                        | 1880年11月29日 | 1882年6月24日  |
|      | ジェームズ・プレンダーガスト                          | 1882年6月24日  | 1883年1月20日  |
|      | ウィリアム・ジャーヴォイス                            | 1883年1月20日  | 1889年3月23日  |
|      | ジェームズ・プレンダーガスト                          | 1889年3月23日  | 1889年5月2日   |
|      | 第4代オンズロー伯爵ウィリアム・オンズロー             | 1889年5月2日   | 1892年2月25日  |
|      | ジェームズ・プレンダーガスト                          | 1892年2月25日  | 1892年6月6日   |
|      | 第7代グラスゴー伯爵デイヴィッド・ボイル               | 1892年6月6日   | 1897年2月8日   |
|      | ジェームズ・プレンダーガスト                          | 1897年2月8日   | 1897年8月9日   |
|      | 第5代ランファーリー伯爵アーチャー・ノックス           | 1897年8月9日   | 1904年6月20日  |
|      | 第5代プランケット男爵ウィリアム・プランケット         | 1904年6月20日  | 1910年6月8日   |
|      | ロバート・スタウト                                    | 1910年6月8日   | 1910年6月22日  |
|      | 初代イズリントン男爵ジョン・ディクソン＝ポインダー    | 1910年6月22日  | 1912年12月3日  |
|      | ロバート・スタウト                                    | 1912年12月3日  | 1912年12月19日 |
|      | 第2代リヴァプール伯爵アーサー・フォジャム             | 1912年12月19日 | 1920年7月8日   |
|      | ロバート・スタウト                                    | 1920年7月8日   | 1920年9月27日  |
|      | 初代ジェリコー子爵ジョン・ジェリコー                  | 1920年9月27日  | 1924年12月12日 |
|      | チャールズ・ファーガソン                              | 1924年12月13日 | 1930年2月8日   |
|      | マイケル・マイヤーズ                                  | 1930年2月8日   | 1930年3月19日  |
|      | 初代ブレディスロー男爵チャールズ・バサースト          | 1930年3月19日  | 1935年3月15日  |
|      | マイケル・マイヤーズ                                  | 1935年3月15日  | 1935年4月12日  |
|      | 第8代ゴールウェイ子爵ジョージ・モンクトン＝アランデル | 1935年4月12日  | 1941年2月3日   |
|      | マイケル・マイヤーズ                                  | 1941年2月3日   | 1941年2月22日  |
|      | シリル・ニューウォール                                | 1941年2月22日  | 1946年4月19日  |
|      | マイケル・マイヤーズ                                  | 1946年4月19日  | 1946年6月17日  |
|      | 初代フライバーグ男爵バーナード・フレイバーグ          | 1946年6月17日  | 1952年8月15日  |
|      | ハンフリー・オリアリー                                | 1952年8月15日  | 1952年12月2日  |
|      | ウィロビー・ノリー                                    | 1952年12月2日  | 1957年7月25日  |
|      | ハロルド・エリック・バロークロー                      | 1957年7月25日  | 1957年9月5日   |
|      | 第10代コバム子爵チャールズ・リトルトン                | 1957年9月5日   | 1962年9月13日  |
|      | ハロルド・エリック・バロークロー                      | 1962年9月13日  | 1962年11月9日  |
|      | バーナード・ファーガソン                              | 1962年11月9日  | 1967年10月20日 |
|      | リチャード・ワイルド                                  | 1967年10月20日 | 1967年12月1日  |
|      | アーサー・ポリット                                    | 1967年12月1日  | 1972年9月7日   |
|      | リチャード・ワイルド                                  | 1972年9月7日   | 1972年9月27日  |
|      | デニス・ブランデル                                    | 1972年9月27日  | 1977年10月5日  |
|      | リチャード・ワイルド                                  | 1977年10月5日  | 1977年10月26日 |
|      | キース・ホリオーク                                    | 1977年10月26日 | 1980年10月25日 |
|      | ロナルド・デイヴィソン                                | 1980年10月25日 | 1980年11月6日  |
|      | デイヴィッド・ビーティー                              | 1980年11月6日  | 1985年11月22日 |
|      | ポール・リーブス                                      | 1985年11月22日 | 1990年11月20日 |
|      | キャサリン・ティザード                                | 1990年11月20日 | 1996年3月21日  |
|      | マイケル・ハーディ・ボーイズ                          | 1996年3月21日  | 2001年3月21日  |
|      | シャーン・イライアス（代理）                          | 2001年3月21日  | 2001年4月4日   |
|      | シルヴィア・カートライト                              | 2001年4月4日   | 2006年8月4日   |
|      | シャーン・イライアス（代理）                          | 2006年8月4日   | 2006年8月23日  |
|      | アナンド・サティアナンド                              | 2006年8月23日  | 2011年8月23日  |
|      | シャーン・イライアス（代理）                          | 2011年8月23日  | 2011年8月31日  |
|      | ジェリー・マテパラエ                                  | 2011年8月31日  | 2016年8月31日  |
|      | ニュージーランド総督府代理人                          | 2016年8月31日  | 2016年9月14日  |
|      | パツィー・レディ                                      | 2016年9月14日  | 2021年9月28日  |
|      | ヘレン・ヴィンケルマン（行政官、総督代理）            | 2021年9月28日  | 2021年10月21日 |
|      | シンディ・キロ                                        | 2021年10月21日 | （現職）       |